# Кубок шести европейских городов
Кубок шести европейских городов по международным шашкам проводился в апреле 1989 года в Исси-Мулино, Франция Всемирной федерацией шашек (FMJD). Участвовало шесть команд. Победила команда DEZ Westerhaar Нидерланды в составе: Ауке Схолма, Вигер Весселинк, Йоп Ригтеринк и Якоб Оккен.

## Регламент
Состязания проводились по круговой системе. В каждой команде в матче играли по 4 шашиста. 
За победу в каждой игре присваивалось 2 очка, за ничью — 1, за поражение 0 очков.
За победу в матче (5:3, 6:2, 7;1 и 8:0) команде присваивалось 2 очка, за ничью (4:4) — 1 очко, за поражение 0 очков.

### Итоговое положение
| Место | Команда                                                                 | 1       | 2       | 3       | 4       | 5       | 6       | выигр. | ничьи | пораж. | Очки   |
| ----- | ----------------------------------------------------------------------- | ------- | ------- | ------- | ------- | ------- | ------- | ------ | ----- | ------ | ------ |
| 1     | DEZ Вестерхар Ауке Схолма Вигер Весселинк Йоп Ригтеринк Якоб Оккен      |         | 1 (4:4) | 2 (6:2) | 2 (6:2) | 2 (8:0) | 2 (5:3) | 4      | 1     | 0      | 9 (29) |
| 2     | Ленинград Михаил Кореневский Михаил Эйгер Солик Гершт ???               | 1 (4:4) |         | 2 (5:3) | 2 (6:2) | 0 (3:5) | 2 (7:1) | 3      | 1     | 1      | 7 (25) |
| 3     | NOAD Неймеген Франс Гермелинк Алекс Матхейсен Пит Розенбург Ханс Ладаге | 0 (2:6) | 0 (3:5) |         | 2 (7:1) | 2 (8:0) | 2 (5:3) | 3      | 0     | 2      | 6 (25) |
| 4     | Бельгия · Стефан Михилс · Ив Вандеберг · Фернан Марини · Анри Грау      | 0 (2:6) | 0 (2:6) | 0 (1:7) |         | 2 (6:2) | 2 (7:1) | 2      | 0     | 3      | 4 (18) |
| 5     | Нуази-ле-Сек Паскаль Зех Морис Фожье Пьер Пинцемайль Альберт Рамассами  | 0 (0:8) | 2 (5:3) | 0 (0:8) | 0 (2:6) |         | 1 (4:4) | 1      | 1     | 3      | 3 (11) |
| 6     | Прага Рауль Дельом Ян Седлачек Вацлав Марек Мирослав Станек             | 0 (3:5) | 0 (1:7) | 0 (3:5) | 0 (1:7) | 1 (4:4) |         | 0      | 1     | 4      | 1 (12) |